# Полынино
Полынино — деревня в Белозерском районе Вологодской области.
Входит в состав Гулинского сельского поселения, с точки зрения административно-территориального деления — в Гулинский сельсовет.
Расположена на берегу Азатского озера. Расстояние по автодороге до районного центра Белозерска — 43 км, до центра муниципального образования деревни Никоновская — 13 км. Ближайшие населённые пункты — Данилово, Звоз, Прибой.
По переписи 2002 года население — 10 человек.